# Boreosyrtis
Boreosyrtis  è una caratteristica di albedo della superficie di Marte.